# Linville (Caroline du Nord)
Pour les articles homonymes, voir Linville.
Linville est une census-designated place située dans le comté d'Avery, dans l’État de Caroline du Nord, aux États-Unis. Lors du recensement de 2020, elle comptait 283 habitants.